# Sidney Bunting
Sidney Percival Bunting (* 29. Juni 1873 in London; † 25. Mai 1936 in Kapstadt) war ein südafrikanischer Politiker. Er war Gründungsmitglied der Kommunistischen Partei Südafrikas (CPSA).

## Leben
Sidney Bunting wurde als Sohn von Sir Percy William Bunting geboren, dem langjährigen Herausgeber der britischen Vierteljahreszeitschrift The Contemporary Review, einem liberalen, an Sozialreformen orientierten Magazin. Seine Mutter Mary Hyett Bunting, geborene Lidgett, war Sozialarbeiterin in den Armenvierteln Londons und lud Menschen aus zahlreichen Ländern in ihr Haus ein. Nach seinem Urgroßvater Jabez Bunting, einem Methodisten, waren zwei Missionsstationen im späteren Südafrika benannt worden. Sidney Bunting hatte einen Bruder und zwei Schwestern. Er besuchte die St Paul’s School in London. Danach studierte er am Magdalen College in Oxford „Klassische Sprachen“ und gewann dort 1897 den Chancellor’s Prize.  Anschließend ließ er sich in einer Anwaltskanzlei zum Solicitor ausbilden.
1900 meldete er sich als Freiwilliger im Zweiten Burenkrieg. Im Anschluss blieb er in Johannesburg. Er erwarb 1904 am South African College in Kapstadt nach privaten Studien einen Bachelor of Law, so dass er fortan als Rechtsanwalt arbeiten konnte. Außerdem organisierte er Konzerte und war er als Musikkritiker tätig. 1916 heiratete er Rebecca Notlewitz, eine aus dem Baltikum emigrierte Jüdin.
Bunting gehörte zu den frühen Exponenten in der sich in Folge von Streikereignissen ab 1907 konstituierenden South African Labour Party (SALP), die von Angehörigen der europäischstämmigen Mittelklasse geprägt war (seit 1914 Wahlmandat im Transvaal Provincial Council). Es gab dabei enge Verbindungen zum gewerkschaftlichen Umfeld im Land. In Bezug auf die differenzierte Demographie im Arbeitsmarkt der Kapkolonie nahm die SALP reaktionäre und konservative Positionen ein. Sie propagierte die Privilegien der weißen Arbeiterschaft im Goldbergbau und in seinen verbundenen Industriesektoren. Im September 1914 wandten sich unter Führung von Bunting einige Mitglieder der Partei gegen die Kriegsbeteiligung der Südafrikanischen Union im Ersten Weltkrieg. Die Folge davon war ein Parteiausschluss für die Akteure. Es kam daraufhin zur Gründung der International Socialist League (ISL).
Bunting war Mitbegründer der ISL, dem Vorläufer der Communist Party of South Africa. Er unterstützte die russische Oktoberrevolution. 1921 gehörten er und seine Frau zu den Gründern der CPSA. 1922 besuchten beide in Moskau den Kongress der Kommunistischen Internationale (Komintern). Nach ihrer Rückkehr wurde Sidney Bunting Sekretär der CPSA, 1924 deren Vorsitzender (chairman). Er versuchte, schwarze Oppositionelle zu einer Revolution zu bewegen. Die Partei rekrutierte zahlreiche Schwarze; Bunting verteidigte viele von ihnen vor Gericht, häufig ohne finanzielle Gegenleistung. 1928 reiste er erneut in die Sowjetunion, um gegen die Entscheidung des Komintern zu protestieren, dass die CPSA die Errichtung einer Native Republic (etwa: „Eingeborenenrepublik“) unterstützen solle. Der sechste Komintern-Kongress blieb aber bei seiner Forderung.
1929 trat Bunting in Tembuland in der Transkei als Kandidat der CPSA für die Parlamentswahl an. Trotz der vielen schwarzen Stimmberechtigten in diesem Wahlkreis erhielt er nur 289 Stimmen. 1931 wurde Bunting wegen politischer Differenzen als Konterrevolutionär aus der Partei ausgeschlossen. Er spielte fortan Bratsche im Johannesburg Orchestra. Nach einem Schlaganfall waren seine Finger gelähmt, und er arbeitete als Hausmeister. Nach einem zweiten Schlaganfall starb er.
Sidney und Rebecca Bunting hatten die Kinder Alfred, Agrarbotaniker an der University of Reading, und Brian Bunting.

## Werke
- Res nautica apud antiquos, oratio Latina. B. H. Blackwell, Oxford 1897
- Brian Bunting (Hrsg.): Letters to Rebecca: South African communist leader S. P. Bunting to his wife, 1917–1934. (Mayibuye history & literature serie, Folge 67) Mayibuye Books, UWC, Bellville 1996, ISBN 1868082997.[7]